# Битва при форте Тулароса
Битва при форте Тулароса — сражение Апачских войн, происшедшее 14 мая 1880 года недалеко от современного города Арагон в округе Катрон, штат Нью-Мексико, США. Протестующие против проживания в резервациях воины чирикауа-апачей во главе с вождём Викторио атаковали форт Тулароса, расположенный к северу от Сан-Франциско Плаза. Солдаты-буффало из 9-го кавалерийского полка армии США во главе с сержантом Джорджем Джорданом отразили атаку.

## Предыстория
13 мая 1880 года сержант Джордан выдвинулся с двадцатью пятью солдатами из отряда К 9-го кавалерийского полка армии США в сторону Нью-Мексико с приказом защитить форт Тулароса от возможного нападения, сопроводить припасы, создать склад снабжения и защитить местных поселенцев. На полпути к форту отряд получил известие, что апачи под командованием Викторио (численность которых доходила до ста человек) после нескольких успешных атак на дома и фермы поселенцев к югу от форта Тулароса, двинулись на север, чтобы продолжить кампанию по изгнанию белых со своих земель. Джордан перешёл на форсированный марш и прибыл в форт Тулароса утром 14 мая 1880 года, однако солдаты нашли город целым и невредимым. Джордан, тем не менее, решил подготовиться к возможной атаке, выставил постоянные караулы и приказал перегнать домашних животных под защиту форта.

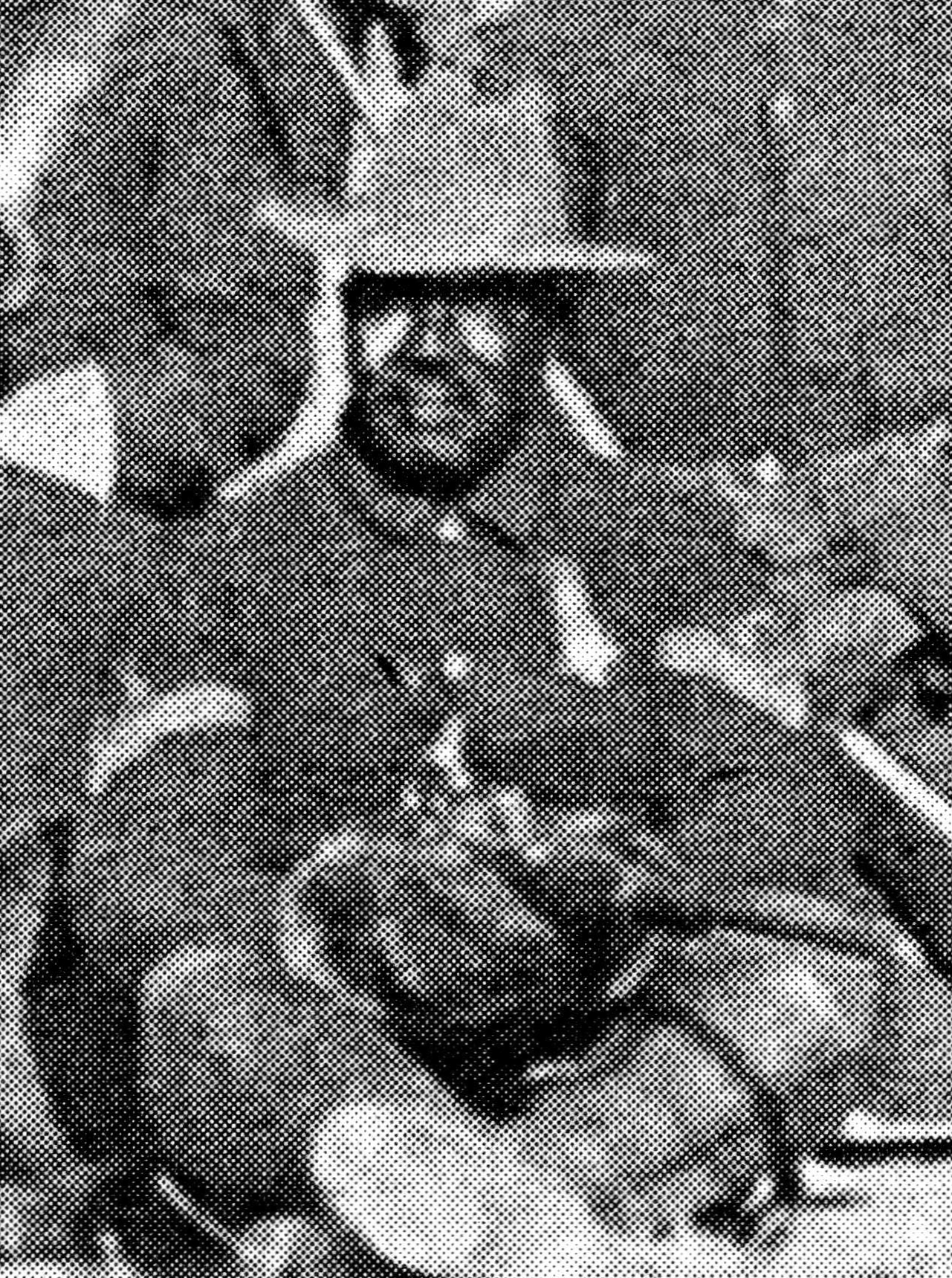
Джордж Джордан, сержант кавалерии США

## Битва
Джордан записал, что «вечером 14-го, когда я стоял у форта и разговаривал с одним из горожан, индейцы неожиданно напали на нас». Как только началась атака, жители города бросились к форту и частоколу. Войска Викторио обрушили тучу стрел на сражавшихся горожан, после чего атаковали форт в несколько волн, постоянно усиливая давление на людей Джордана. Солдаты отразили все атаки и в какой-то момент совершили дерзкую вылазку и отбили у индейцев весь городской скот. Солдаты-буффало не понесли потерь, в то время как отряд Викторио потерял несколько человек убитыми и ранеными. Это сражение было нехарактерным для апачей, обычно предпочитающих нападать из засады, и одним из немногих, когда вождь Викторио атаковал охраняемый лагерь.
Сразу после битвы силы 9-го кавалерийского полка под командованием полковника Эдварда Хэтча прибыли в форт с большим подкреплением, после чего чирикауа бежали в Мексику. 7 мая 1890-го, через десять лет после сражения, Джордан был награждён Медалью Почёта за свои действия в этом бою.